# Nikita Ager
Nikita Ager (* 8. Juli 1969) ist eine US-amerikanische Film- und Fernsehschauspielerin und ehemalige Backgroundsängerin.

## Leben
Ager ist die Tochter des Models Barbara Ager. Ihre Karriere begann sie als Backgroundsängerin. Sie spielte 1998 in Todd A. Spoors Thriller Heaven & the Suicide King die titelgebende Hauptrolle der Heaven Tucker. In David Worths Horror-Actionfilm Shark Attack 2 aus dem Jahr 2000 verkörperte sie die Samantha Peterson, die es, zusammen mit Dr. Nick Harris (Thorsten Kaye), mit Mutanten-Haien aufnehmen muss. 2003 war sie in Ian Barrys Fantasy-Fernsehfilm Mermaids – Landgang mit Folgen als die Meerjungfrau Venus zu sehen, die sich, gemeinsam mit ihren beiden Schwestern und auf der Suche nach dem Mörder ihres Veters, an Land begibt. Sie hatte auch etliche Gastauftritte in Fernsehserien wie etwa als Squeaky in Passions (2000), als Rajiin in der gleichnamigen Folge von Star Trek: Enterprise (2003) und als Stephanie in Two and a Half Men (2008).

## Filmografie
- 1997: Im Auftrag des Teufels (The Devil’s Advocate)
- 1998: Heaven & the Suicide King
- 1998: Geklonte Zukunft (Brave New World, Fernsehfilm)
- 1998: Sex and the City (Fernsehserie, eine Folge)
- 1998: L.A. Doctors (Fernsehserie, eine Folge)
- 1998: Buddy Faro (Fernsehserie, eine Folge)
- 1998: Another World (Fernsehserie, eine Folge)
- 1998: V.I.P. – Die Bodyguards (V.I.P., Fernsehserie, eine Folge)
- 1999: Forbidden Island (Fernsehserie, eine Folge)
- 1999: Aus Liebe zu meiner Tochter (My Last Love, Fernsehfilm)
- 1999: Profiler (Fernsehserie, eine Folge)
- 1999: Hyperion Bay (Fernsehserie, eine Folge)
- 1999: Beverly Hills, 90210 (Fernsehserie, eine Folge)
- 1999: Providence (Fernsehserie, eine Folge)
- 1999: Melrose Place (Fernsehserie, eine Folge)
- 1999: Die Silicon Valley Story (Pirates of Silicon Valley, Fernsehfilm)
- 2000: Passions (Fernsehserie, 11 Folgen)
- 2000: Primary Suspect – Unter falschem Verdacht (Primary Suspect)
- 2000: Wall to Wall Records (Fernsehfilm)
- 2000: Nash Bridges (Fernsehserie, eine Folge)
- 2000: Beautiful
- 2000: Bull (Fernsehserie, eine Folge)
- 2000: Shark Attack 2
- 2001: Tomcats
- 2001: Special Unit 2 – Die Monsterjäger (Special Unit 2, Fernsehserie, eine Folge)
- 2002: Strong Medicine: Zwei Ärztinnen wie Feuer und Eis (Strong Medicine, Fernsehserie, eine Folge)
- 2002: Gale Force – Die 10-Millionen-Dollar-Falle (Gale Force)
- 2002: Auto Focus
- 2002: Friends (Fernsehserie, eine Folge)
- 2003: Hunter (Fernsehserie)
- 2003: Star Trek: Enterprise (Fernsehserie, Folge 3x04 Rajiin)
- 2003: Mermaids – Landgang mit Folgen (Mermaids, Fernsehfilm)
- 2003: Kate Fox & die Liebe (Miss Match, Fernsehserie, eine Folge)
- 2004: Center of the Universe (Fernsehserie, eine Folge)
- 2004: New York Cops – NYPD Blue (NYPD Blue, Fernsehserie, eine Folge)
- 2004: Silver Lake (Fernsehfilm)
- 2005: McBride: Anybody Here Murder Marty? (Fernsehfilm)
- 2005: Cuts (Fernsehserie, eine Folge)
- 2007: If I Had Known I Was a Genius
- 2007: Navy CIS (NCIS, Fernsehserie, eine Folge)
- 2007: Plugged (Kurzfilm)
- 2008: Two and a Half Men (Fernsehserie, eine Folge)
- 2009: The Ex List (Fernsehserie, eine Folge)
- 2010: Better with You (Fernsehserie, eine Folge)
- 2010: The Talking Head (Kurzfilm)
- 2014: Cooties